# Quaderns de Teatre de l'ADB

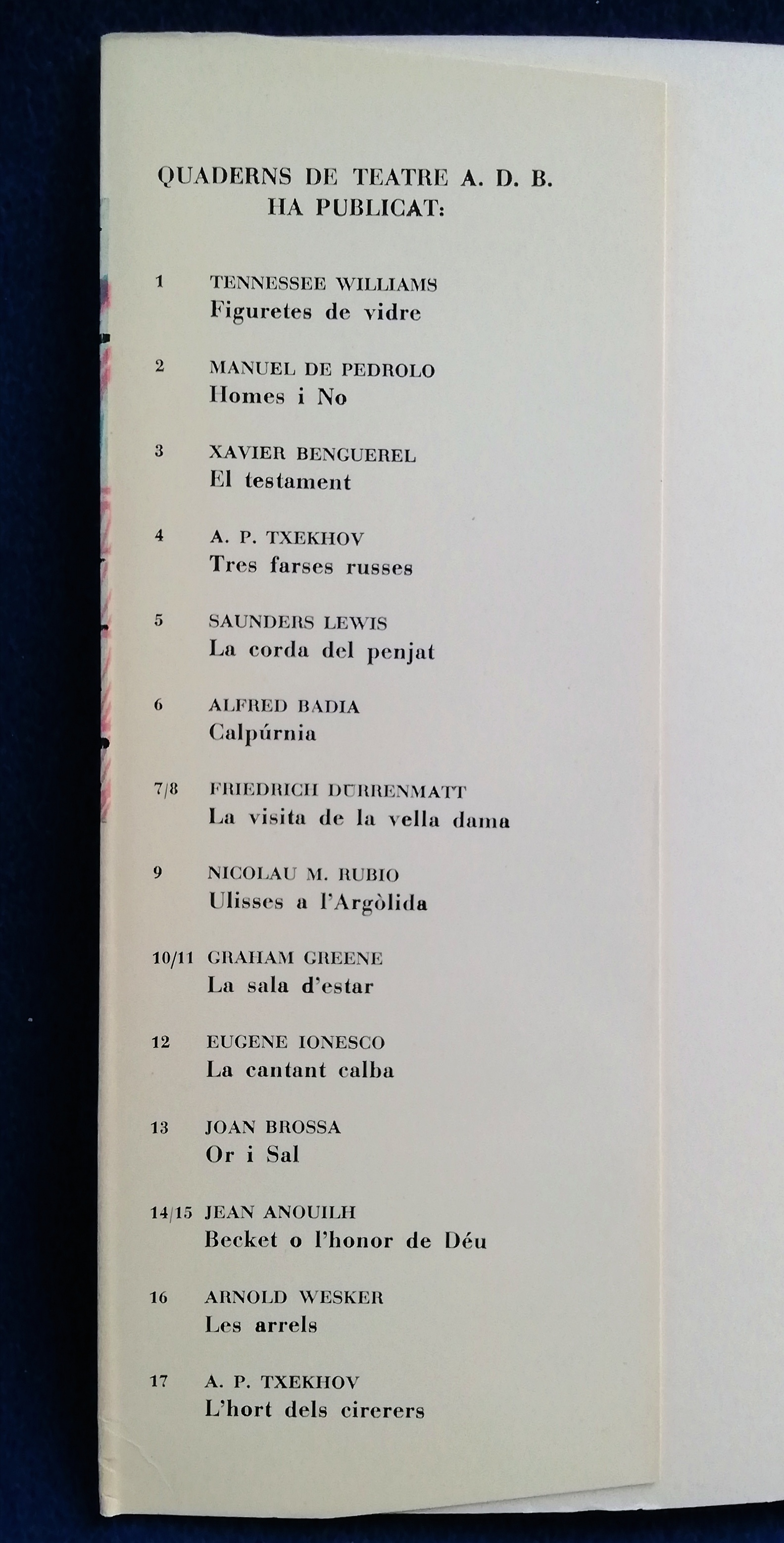
Llista d'obres publicades fins a l'any 1963, aproximadament. Hi manca el número 18 que correspon a l'obra L'Òpera de Tres Rals de Bertolt Brecht.

Els Quaderns de Teatre de l'ADB o Quaderns de Teatre A. D. B. (Agrupació Dramàtica de Barcelona) va ser una col·lecció de llibres teatrals publicada, en part, per l'Editorial Fontanella, situada al carrer Escorial núm. 50 de Barcelona.
La col·lecció va ser dirigida pel poeta, traductor i editor Joaquim Horta i Massanés, i també per Joan Oliver, entre els anys 1959 i 1963. Van publicar una vintena de números d'autors catalans i estrangers com: Bertolt Brecht, Joan Brossa, Anton P. Txekhov, Manuel de Pedrolo, Eugene Ionesco, Xavier Benguerel, Graham Greene, Alfred Badia, Tennessee Williams, etcètera.